# Giải Sách Đức
Giải Sách Đức (tiếng Đức: Deutscher Buchpreis) là một giải thưởng văn học của Börsenverein des Deutschen Buchhandels (Hiệp hội các nhà xuất bản và các tiệm sách Đức) dành cho tiểu thuyết viết bằng tiếng Đức được bầu chọn là hay nhất trong năm. Giải này được lập ra từ năm 2005, dựa theo mẫu của các Giải Man Booker của Anh hoặc Giải Goncourt của Pháp.
Giải được trao hàng năm trong dịp Hội chợ Sách Frankfurt. Khoản tiền thưởng là 25.000 euro cho người đoạt giải, còn 5 người vào chung kết mỗi người được lãnh 2.500 euro

## Những người đoạt giải

### 2014
- Đoạt giải[3][3]
  - Kruso của Lutz Seiler
- Chung kết
  - Pfaueninsel của Thomas Hettche
  - April của Angelika Klüssendorf
  - Panischer Frühling của Gertrud Leutenegger
  - 3000 Euro của Thomas Melle
  - Der Allesforscher của Heinrich Steinfest

### 2013
- Đoạt giải[4][5]
  - Das Ungeheuer của Terézia Mora
- Chung kết
  - Nie mehr Nacht của Mirko Bonné
  - Nichts von euch auf Erden của Reinhard Jirgl
  - Im Stein của Clemens Meyer
  - Die Sonnenposition của Marion Poschmann
  - Die Ordnung der Sterne über Como của Monika Zeiner

### 2012
- Đoạt giải[6][7]
  - Landgericht của Ursula Krechel
- Chung kết
  - Robinsons blaues Haus của Ernst Augustin
  - Sand của Wolfgang Herrndorf
  - Indigo của Clemens J. Setz
  - Fliehkräfte của Stephan Thome
  - Nichts Weißes của Ulf Erdmann Ziegler

### 2011
- Đoạt giải

- Eugen Ruge, In Zeiten des abnehmenden Lichts (In Times of Fading Light)

- Chung kết

- Gegen die Welt von Jan Brandt
- Wunsiedel von Michael Buselmeier
- Das Mädchen von Angelika Klüssendorf
- Blumenberg von Sibylle Lewitscharoff
- Die Schmerzmacherin von Marlene Streeruwitz

### 2010
- Đoạt giải

- Melinda Nadj Abonji, Tauben fliegen auf 

- Chung kết

- Georgs Sorgen um die Vergangenheit oder im Reich des heiligen Hodensack-Bimbams von Prag von Jan Faktor
- September. Fata Morgana von Thomas Lehr
- Andernorts von Doron Rabinovici
- Rabenliebe von Peter Wawerzinek
- Dinge, die wir heute sagten von Judith Zander

### 2009
- Đoạt giải

- Kathrin Schmidt, Du stirbst nicht

- Chung kết

- Lichtjahre entfernt von Rainer Merkel
- Atemschaukel von Herta Müller
- Überm Rauschen von Norbert Scheuer
- Die Frequenzen von Clemens J. Setz
- Grenzgang von Stephan Thome

### 2008
- Đoạt giải

- Uwe Tellkamp, Der Turm

- Chung kết
  - Die Abschaffung der Arten von Dietmar Dath
  - Das dunkle Schiff von Sherko Fatah
  - Treffen sich zwei von Iris Hanika
  - Nach Hause schwimmen von Rolf Lappert
  - Adam und Evelyn von Ingo Schulze

### 2007
- Đoạt giải

- Julia Franck, Die Mittagsfrau, (The Blindness of the Heart)

- Chung kết
  - Das bin doch ich von Thomas Glavinic
  - Abendland von Michael Köhlmeier
  - Böse Schafe von Katja Lange-Müller
  - Der Mond und das Mädchen von Martin Mosebach
  - Wallner beginnt zu fliegen von Thomas von Steinaecker

### 2006
- Đoạt giải

- Katharina Hacker, Die Habenichtse, (The Have-Nots)

- Chung kết
  - Woraus wir gemacht sind von Thomas Hettche
  - Neue Leben von Ingo Schulze
  - Wie der Soldat das Grammofon repariert von Saša Stanišić
  - Der Weltensammler von Ilija Trojanow
  - Angstblüte von Martin Walser

### 2005
- Đoạt giải

- Arno Geiger, Es geht uns gut

- Chung kết
  - Die Vermessung der Welt von Daniel Kehlmann
  - 42 von Thomas Lehr
  - Dunkle Gesellschaft von Gert Loschütz
  - So sind wir von Gila Lustiger
  - Und ich schüttelte einen Liebling von Friederike Mayröcker

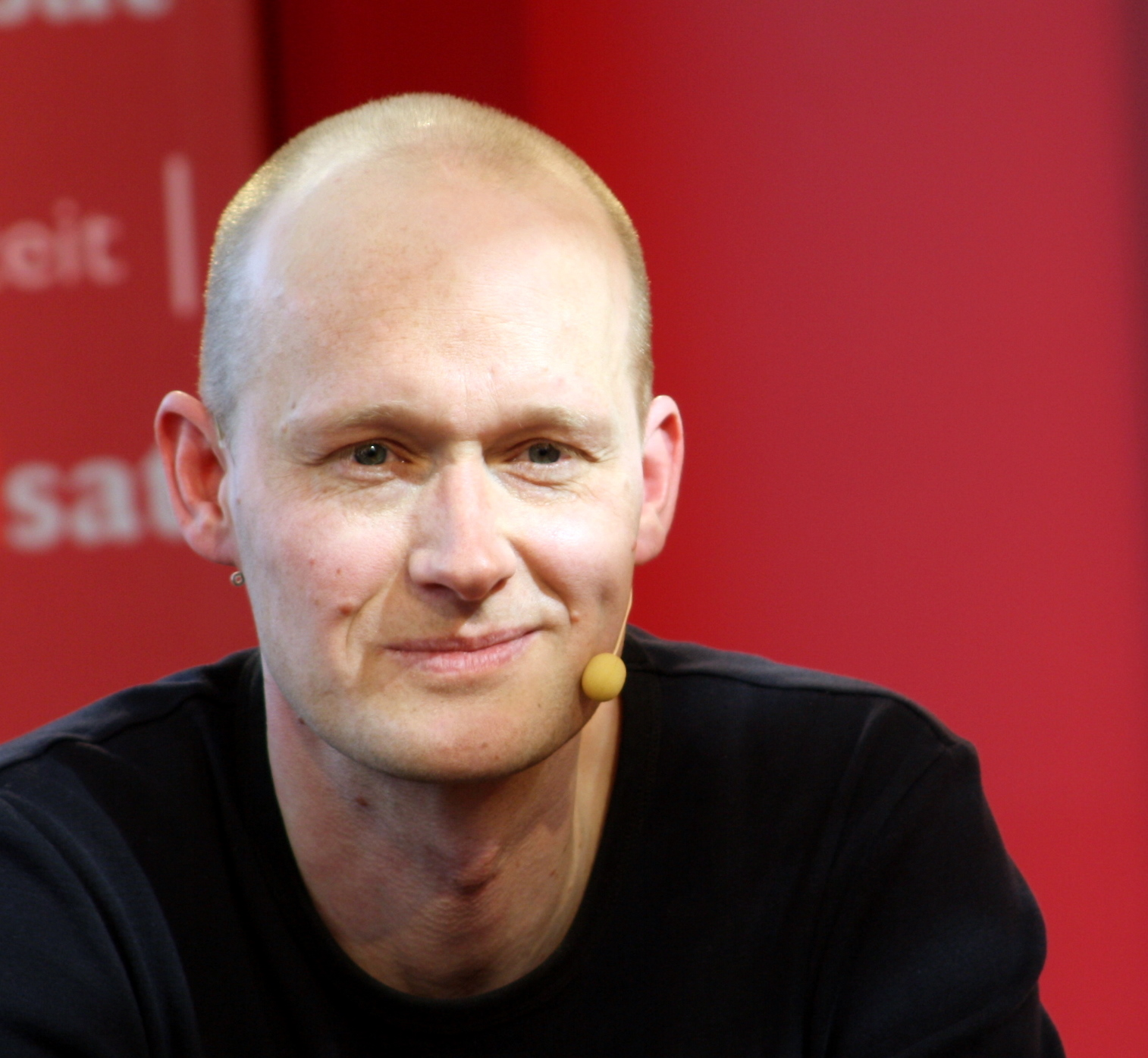
Arno Geiger
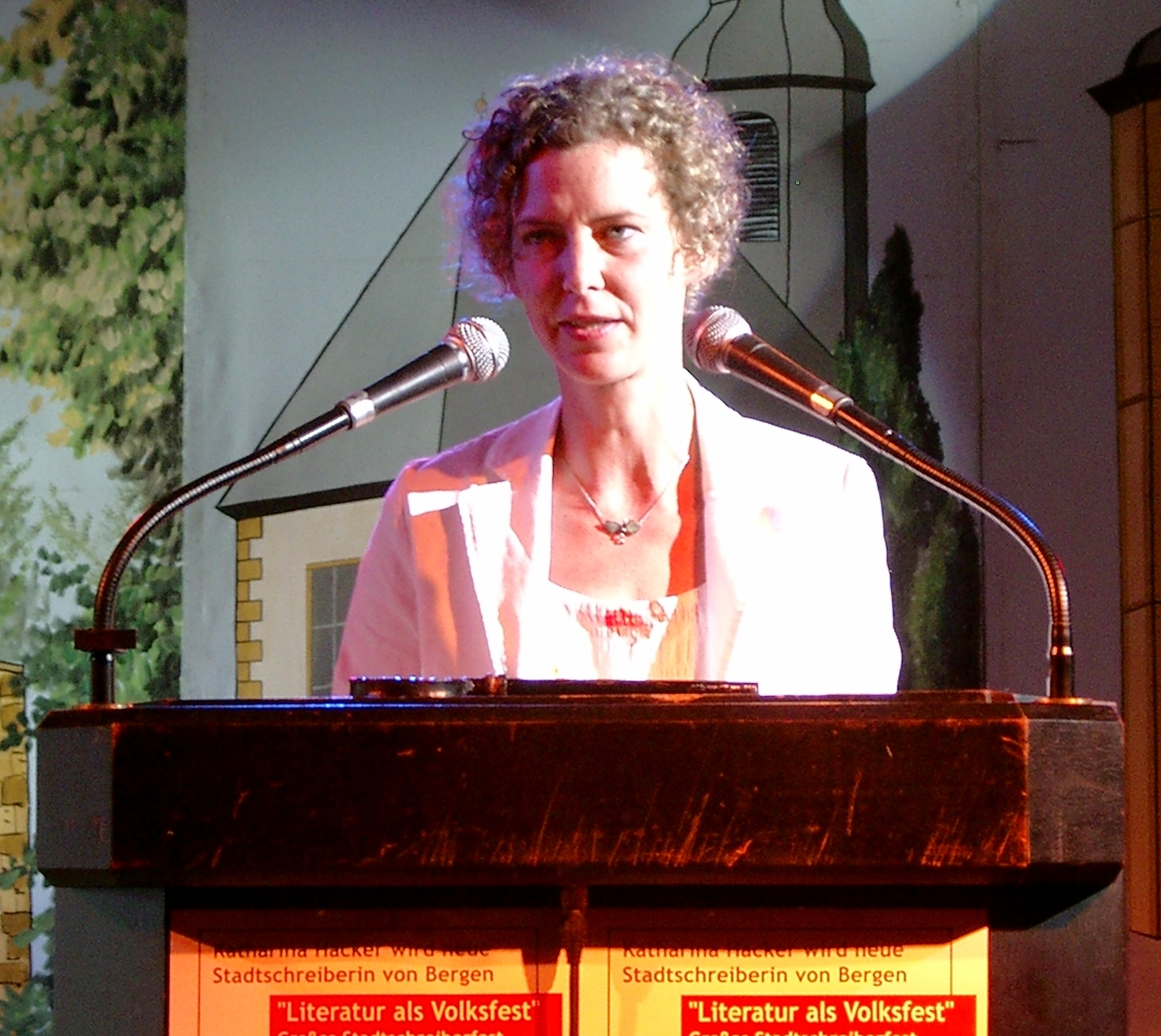
Katharina Hacker
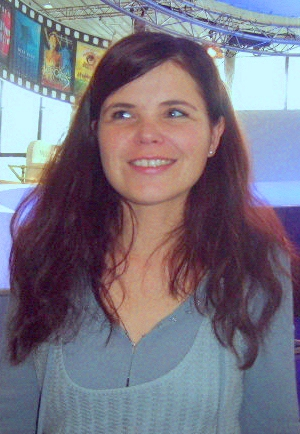
Julia Franck
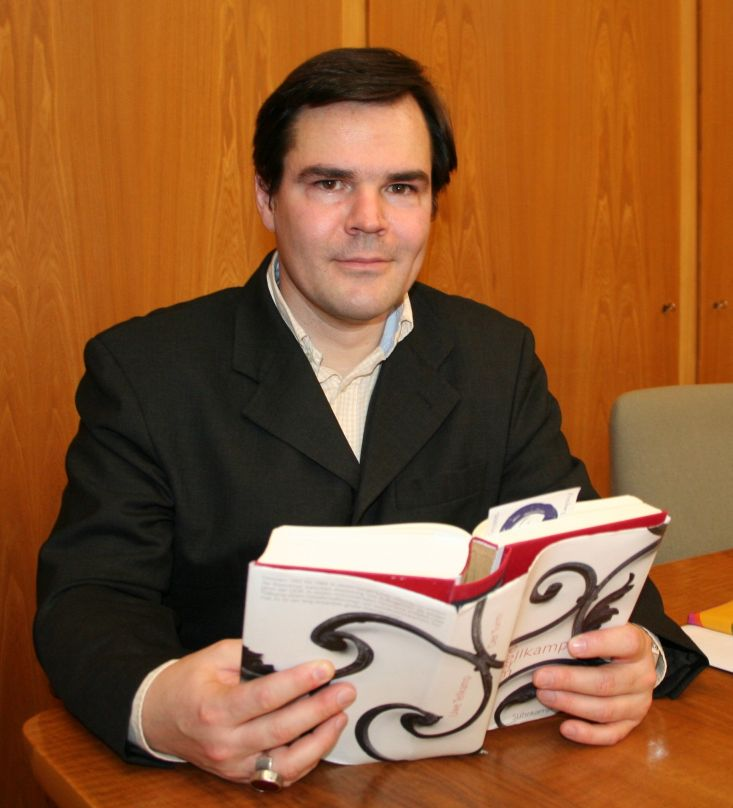
Uwe Tellkamp
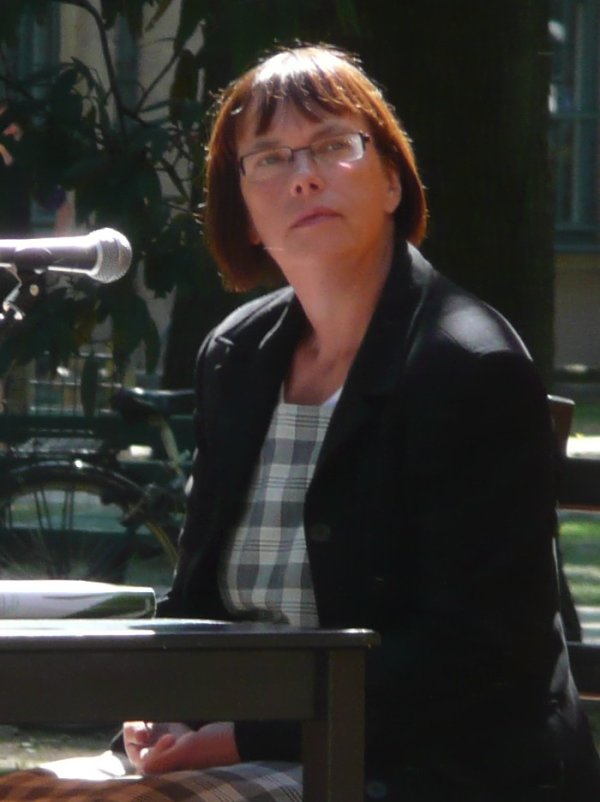
Kathrin Schmidt